# Charlot marinaio
Charlot marinaio (Shanghaied) è un cortometraggio del 1915 interpretato e diretto da Charlie Chaplin.

## Trama
Il proprietario del battello, per saldare i debiti accumulati, escogita un piano per far esplodere l'imbarcazione in mare, al fine di incassare il premio dell'assicurazione. Assolda un vecchio lupo di mare il quale, tramite il nostromo e con l'inganno, racimola un equipaggio, con l'apporto dell'ignaro e ingenuo Charlot. Di nascosto sul battello si imbarca anche la figlia del proprietario del battello, osteggiata da questi nella relazione con l'amato suo Charlot all'oscuro delle intenzioni della ragazza.

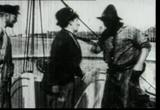
Una scena del film.

L'imbarcazione guadagna il largo e ai membri dell'equipaggio è assegnato ciascuno un compito sul cui svolgimento vigilerà il nostromo. A Charlot tocca la mansione di aiuto cuoco, ma se ne pentiranno presto il capitano e il nostromo quando Charlot servirà loro la zuppa, nella quale egli in precedenza ha inconsapevolmente sciacquato i piatti e i moci per il pavimento, e saranno colti da un atroce mal di pancia con la conseguente caccia all'aiuto cuoco scoperto responsabile. Questi nel frattempo è alle prese col mal di mare, quando scopre l'amata nascosta nella stiva e insieme assistono al tentativo di attuare il piano di affondamento: il nostromo e il capitano danno fuoco alla miccia di un barile d'esplosivo, dopodiché, calata una scialuppa, abbandonano il battello, ma Charlot lancerà sulla loro imbarcazione il barile prossimo all'esplosione e che, infatti, scoppia proprio sull'imbarcazione dei due. Il proprietario venuto a conoscenza del destino della figlia, tramite il biglietto che ella gli lasciò si precipita al battello con un motoscafo sul quale saliranno i due innamorati, ma il padre obbliga Charlot a buttarsi a mare il quale, però, risale dalla parte opposta e con una pedata restituisce la punizione e dando gas al motoscafo si allontana con la bella.

## Produzione
Il film fu prodotto dalla Essanay Film Manufacturing Company.

### Effetti speciali
La farsa si svolge su un battello e per dare realismo alle scene Chaplin fece costruire una cabina basculante per cui bastava spostare il peso da una parte o dall'altra per ricreare il beccheggiare dell'imbarcazione. Il cameraman Harry Ensign modificò il sistema di ancoraggio della macchina da presa applicandovi un peso fin quasi a terra di modo che potesse ondeggiare morbidamente.

## Distribuzione
Distribuito dalla General Film Company, il film - un cortometraggio in due bobine della durata di 27 minuti - uscì nelle sale cinematografiche USA il 4 ottobre 1915.